# Cyprus Securities and Exchange Commission
La Cyprus Securities and Exchange Commission, ( grec moderne : Επιτροπή Κεφαλαιαγοράς   ) mieux connue sous le nom de CySEC, est l'agence de régulation financière de Chypre . En tant qu'État membre de l' UE, la réglementation financière et les opérations de la CySEC sont soumises à la loi européenne d'harmonisation financière MiFID .
Un nombre important de courtiers forex de détail à l' étranger et de courtiers d'options binaires ont obtenu l'enregistrement de la CySEC,,,,.

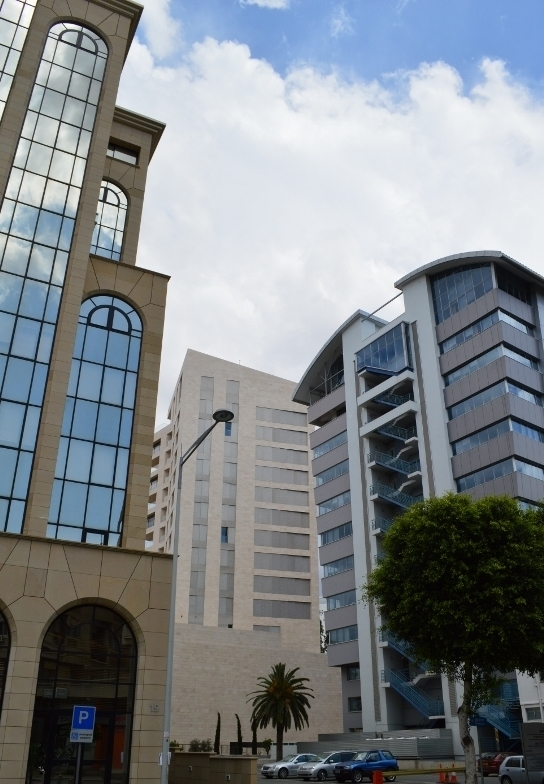
Quartier financier de Nicosie